# Manu Fuster
Manuel Fuster Lázaro, conocido como Manu Fuster (Manises, Valencia, 22 de octubre de 1997), es un futbolista español. Juega de centrocampista y pertenece a la Unión Deportiva Las Palmas.

## Trayectoria

### Inicios
Manu Fuster se formó en el C. D. J. Manisense, equipo de su localidad natal, donde jugó hasta la categoría de cadetes. Posteriormente pasó al Huracán Valencia C. F., donde jugó en la categoría juvenil de División de Honor.
La temporada 2016-17 llegó al Olimpíc de Xátiva, equipo de Tercera División en el que demostró un alto nivel. Durante las temporadas 2017-18 y 2018-19 realizó unas destacadas campañas en las filas del C. D. Guijuelo en Segunda División B, en las que jugaría un total de 64 partidos, 54 de ellos como titular, y anotando nueve goles.

### Albacete Balompié
En verano de 2019, el Albacete Balompié ganaba la carrera por su fichaje a equipos de Primera División como Celta de Vigo o Real Valladolid, y el 22 de julio anunció su incorporación por cuatro temporadas. Su debut en LaLiga SmartBank se produjo en la tercera jornada del campeonato, en el partido que el 'Alba' ganó 0-1 a la S. D. Huesca gracias a un penalti provocado por él.
En junio de 2024, tras 5 temporadas en el club manchego, no renovó su contrato y dejó el Albacete, siendo considerado uno de sus mejores jugadores, habiendo anotado 34 goles  en 195 encuentros, siendo es el tercer jugador con más partidos jugados en la historia del Albacete Balompié.

### U. D. Las Palmas
El 21 de junio de 2024 fichó por la U. D. Las Palmas de la Primera División de España hasta 2028.

## Clubes
Actualizado hasta el partido jugado 2 de agosto de 2025.
| Club              | País   | Año       | Partidos | Goles |
| ----------------- | ------ | --------- | -------- | ----- |
| Olímpic de Xàtiva | España | 2016-2017 | 38       | 11    |
| C. D. Guijuelo    | España | 2017-2019 | 64       | 9     |
| Albacete Balompié | España | 2019-2024 | 193      | 34    |
| U. D. Las Palmas  | España | 2024-     | 31       | 3     |